# Ahywa Sofya
Ahywa Sofya, död 300-talet, var en drottning av Kungariket Aksum, gift med kung Ella Amida (Ousanas) och mor till kung Ezana av Aksum. Hon var regent i Aksum under sin sons minderårighet cirka 320-330 e.Kr. 
Ahywa Sofya har i traditionell historieskrivning beskrivits som en regerande drottning eller monark. 
Tafari Makannon anger henne som regerande drottning åren 299–332. 
Aleka Taye anger henne som regerande drottning 299–306. Denna användes när Etiopiens regentlista fastställdes år 1922. 
I verkligheten var Ahywa Sofya troligen inte monark. Hon var endast regent, som regerade under sin sons minderårighet, eftersom han blev kung som barn. Hennes son var Etiopiens första kristna kung. Enligt traditionen infördes kristendomen i Etiopien under samregenterna "Abreha och Atsbeha" år 327. Dessa "samregenter" förmodas i själva verket ha varit Ahywa Sofya, som i praktiken var "samregent" med sin son i egenskap av hans förmyndarregent just vid den tidpunkten. 